# 우데발라시

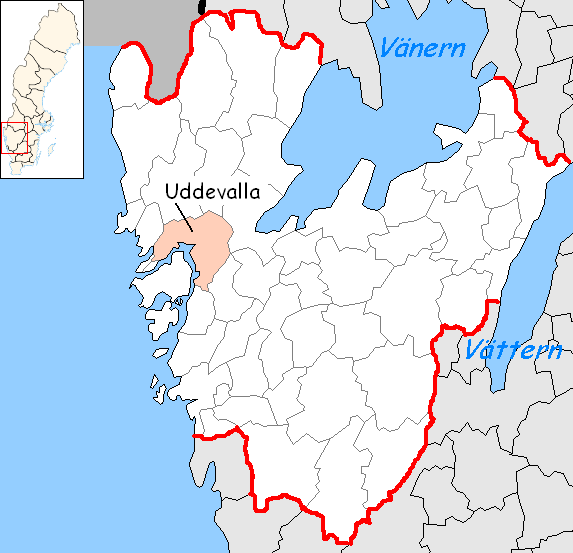
우데발라 시의 위치

우데발라시(스웨덴어: Uddevalla kommun)는 스웨덴 베스트라예탈란드주에 위치한 지방 자치체로 행정 중심지는 우데발라이며 면적은 733.03km2, 인구는 55,164명(2016년 12월 31일 기준), 인구 밀도는 75명/km2이다.

시 문장